# Sprach- und kulturwissenschaftlicher Dienst
Sprach- und kulturwissenschaftlicher Dienst bezeichnet in Deutschland eine Gruppe von Laufbahnen für Beamte, die verwandte Vor- und Ausbildungen voraussetzen. Das Aufgabenspektrum umfasst vor allem Dienstgeschäfte, die geisteswissenschaftliche Ausbildungsgänge voraussetzen. Für die Laufbahnen wird typischerweise nur eine eingeschränkte Verwendungsbreite gefordert. (Anlage 2 der AVwV zur BLV).
Im Bund können Laufbahnen des sprach- und kulturwissenschaftlichen Dienstes in allen Laufbahngruppen eingerichtet werden (§ 6 Abs. 2 BLV). Daher können folgende Laufbahnen bestehen:
- einfacher sprach- und kulturwissenschaftlicher Dienst
- mittlerer sprach- und kulturwissenschaftlicher Dienst
- gehobener sprach- und kulturwissenschaftlicher Dienst
- höherer sprach- und kulturwissenschaftlicher Dienst

Im Bund ist keine Laufbahn des einfachen sprach- und kulturwissenschaftlichen Dienstes eingerichtet.

## Laufbahnbefähigung
Die Laufbahnbefähigung für eine Laufbahn des sprach- und kulturwissenschaftlichen Diensten wird in der Regel durch Anerkennung oder durch die erfolgreiche Ableistung eines fachspezifischen Vorbereitungsdienstes (Laufbahnausbildung) erlangt. Zur Anerkennung der Laufbahnbefähigung für die Laufbahnen des gehobenen und höheren sprach- und kulturwissenschaftlichen Dienstes ist grundsätzlich ein fachlich entsprechendes Studium der Fächergruppe 01 „Geisteswissenschaften“ gemäß der Hochschulstatistik des Statistischen Bundesamtes erforderlich. Dazu zählen beispielsweise Theologie, Philosophie, Geschichte, Archäologie, Bibliothekswissenschaft, Altphilologie, Literaturwissenschaft, Germanistik, Anglistik, Romanistik, Slawistik, Islamwissenschaft und Ethnologie. Für den mittleren sprach- und kulturwissenschaftlichen Dienst ist beispielsweise eine Berufsausbildung als Assistent – Technische Kommunikation und Dokumentation, als Dolmetscher/Übersetzer, als Medizinischer Dokumentar oder als Medizinischer Dokumentationsassistent erforderlich. (Anlage 2 der AVwV zur BLV). Seit dem 22. Dezember 2017 sind die Studienfächer Bibliothekswesen, Erziehungs- und Kommunikationswissenschaften, Psychologie und Publizistik nicht mehr dem sprach- und kulturwissenschaftlicher Dienst, sondern dem nichttechnischen Verwaltungsdienst zugeordnet. Damit wurde eine Änderung der Hochschulstatistik nachvollzogen (AVwV zur BLV).
Zur Zulassung zum höheren sprach- und kulturwissenschaftlichen Dienst kann anstelle eines an einer Hochschule erworbenen Masters ein an einer Hochschule erworbener Bachelor oder ein gleichwertiger Abschluss, jeweils in Verbindung mit einer Promotion oder einer hauptberuflichen Tätigkeit von mindestens zwei Jahren und sechs Monaten, berücksichtigt werden. Im Fall der Zulassung auf Grund der Qualifikation Bachelor und mehrjährige Berufserfahrung ist demnach insgesamt eine hauptberufliche Tätigkeit von fünf Jahren nachzuweisen. Die hauptberufliche Tätigkeit muss nach Fachrichtung und Schwierigkeit der Tätigkeit eines Beamten der Laufbahn des höheren sprach- und kulturwissenschaftlichen Dienstes entsprechen (§ 23 Abs. 4 BLV). Im Schulaufsichtsdienst der Bundeswehrfachschulen bis Besoldungsgruppe A 15 und als Lehrer an Bundeswehrfachschulen bis zur Besoldungsgruppe A 14 kann auch für die Laufbahn des höheren sprach- und kulturwissenschaftlichen Dienstes zugelassen werden, wer nur die Voraussetzungen für eine Laufbahn des gehobenen Dienstes erfüllt (§ 23 Abs. 7 BLV).

## Dienst- und Amtsbezeichnungen
Angehörige einer Laufbahn des sprach- und kulturwissenschaftlichen Dienstes mit einer Verwendung in Archiven oder Bibliotheken führen grundsätzlich eine Grundamtsbezeichnung mit dem Vorsatz „Archiv-“ bzw. „Bibliotheks-“, z. B. „Archivoberrat“. Die Amtsbezeichnungen „Museumshauptamtsgehilfe“ (Besoldungsgruppe A 3) und „Museumsamtsmeister“ (Besoldungsgruppe A 4) sind künftig wegfallend.

## Eingerichtete fachspezifische Vorbereitungsdienste
Für die Laufbahnen sprach- und kulturwissenschaftlichen Dienstes ist im Bund nur in der Laufbahn des höheren sprach- und kulturwissenschaftlicher Dienst der fachspezifische Vorbereitungsdienst „Höherer Dienst an wissenschaftlichen Bibliotheken des Bundes“ eingerichtet (Anlage 2 BLV).

## Überführung der Laufbahnen besonderer Fachrichtung
Mit Inkrafttreten der neuen Bundeslaufbahnverordnung (BLV) im Jahr 2009 laufen die Laufbahnen besonderer Fachrichtung auf Bundesebene aus. Die im Folgenden aufgeführten Entsprechungen (Anlage 4 BLV) der alte Laufbahnen verdeutlichen das Aufgabenspektrum des sprach- und kulturwissenschaftlichen Dienstes:
- mittlerer sprach- und kulturwissenschaftlicher Dienst:
  - Bibliotheksdienst bei Abschluss der Berufsausbildung als
    - Bibliotheksassistent
    - Fachangestellter für Medien- und Informationsdienste, Fachrichtung Bibliothek, Information und Dokumentation, Bildagentur

  - Mittlerer Dienst an wissenschaftlichen Bibliotheken des Bundes

- gehobener sprach- und kulturwissenschaftlicher Dienst:
  - Bibliotheksdienst
  - Dokumentationsdienst
  - Gehobener Schuldienst in der Bundespolizei
  - Gehobener Fachschuldienst an Bundeswehrfachschulen

- höherer sprach- und kulturwissenschaftlicher Dienst:
  - Archäologischer Dienst
  - Bibliotheksdienst
  - Ethnologischer Dienst
  - Historischer Dienst
  - Medien- und kommunikationswissenschaftlicher Dienst
  - Musikwissenschaftlicher Dienst
  - Romanistischer Dienst
  - Slawistischer Dienst
  - Sprachendienst
  - Höherer Dienst an wissenschaftlichen Bibliotheken des Bundes
  - Höherer Schuldienst in der Bundespolizei
  - Höherer Fachschuldienst an Bundeswehrfachschulen

## Weitere Laufbahnarten
Die Anzahl der früher auf Bundesebene bestehenden Laufbahnen wurde durch die neue Bundeslaufbahnverordnung aus dem Jahr 2009 von etwa 125 auf maximal acht Laufbahnen je Laufbahngruppe (höchstens 32) reduziert. Neben dem technischen Verwaltungsdienst können im Bund in den Laufbahngruppen folgende Laufbahnen eingerichtet werden (§ 6 Abs. 2 BLV):
- nichttechnischer Verwaltungsdienst,
- technischer Verwaltungsdienst,
- naturwissenschaftlicher Dienst,
- agrar-, forst- und ernährungswissenschaftlicher sowie tierärztlicher Dienst,
- ärztlicher und gesundheitswissenschaftlicher Dienst,
- sportwissenschaftlicher Dienst,
- kunstwissenschaftlicher Dienst.